# Muge
Muge es una freguesia portuguesa del concelho de Salvaterra de Magos, con 52,03 km² de superficie y 1.261 habitantes (2001). Su densidad de población es de 24,2 hab/km².
Los yacimientos prehistóricos de Muge son un grupo de concheros mesolíticos de gran importancia para conocer este periodo de la península ibérica.